# 萊普朗謝特
萊普朗謝特（法語：Les Planchettes，法語發音：[le plɑ̃ʃɛt]）是瑞士納沙泰爾州的一个市镇，位於該國西部，面積11.73平方公里，海拔高度1,063米，截至2018年12月31日总人口为209人。